# Ретромания: Поп-культура в плену собственного прошлого
«Ретромания. Поп-культура в плену собственного прошлого» — книга английского музыкального критика и журналиста Саймона Рейнольдса, посвященная анализу современной поп-культуры и, в частности, музыки. Впервые была опубликована в 2011 году. Рейнольдс выстраивает картину западной поп‐культуры, основываясь на личном опыте (подростком он застал эпоху постпанка; взрослым — эпоху рейвов), на опыте общения с музыкантами и социологами, на анализе феномена сайта YouTube и работ постструктуралистов (и некоторых других философов XX века).
Две основные и взаимосвязанные темы книги, которые автор развивает и анализирует — это, во-первых, факт того, что современная поп-культура помешалась на собственном прошлом, все, чем она занимается — это бесконечная переработкой идей и достижений прошлого; во-вторых, с начала 2000-х годов дает о себе знать отсутствие новых, прогрессивных идей и стилей. Это нынешнее состояние поп-культуры Рейнольдс и называет ретроманией.
Работа отличается скрупулёзностью и особым вниманием к историческим фактам. Книга изобилует сведениями о разных музыкальных стилях, исторических событиях и социальных переменах, связанных с их возникновением.

## Ностальгия и ретро
Ностальгия — основная черта современной поп-культуры, всеобщая эмоция, которая с ускорением технического прогресса поглощает людей с середины XX века.
Говоря о феномене ностальгии, Рейнольдс ссылается на теоретика Светлана Бойм, которая исследовала дихотомию ностальгических настроений в политической и личностных плоскостях и выделила ностальгию-фантазию и ностальгию-реконструкцию.Ностальгия-реконструкция — это проявление нетерпимости ко всему новому и прогрессивному, которая зачастую приводит к насильственным попыткам вернуть старый порядок.
Ностальгия-фантазия носит глубоко личностный характер. Она, в противовес ностальгии-реконструкции, наслаждается прошлым и культивирует тоску по нему. Главным протагонистом мечтательной ностальгии на музыкальной сцене, по мнению Рейнольдса, является Моррисси.
В настоящее время ностальгия крепко связана с потребительским сектором. На пересечении ностальгии и потребительского сектора, индивидуальной памяти и массовой культуры появляется ретро.
Рейнольдс выделяет несколько характеристик ретро:
1. ретро всегда ассоциируется с недавним прошлым, с вещами, которые ещё живы в короткой памяти[3].
2. ретро подразумевает доступность источника. Открытый и неограниченный доступ к архивным документам (фотографии, видеозаписи, музыкальные записи, интернет) позволяет доподлинно воспроизводить старый стиль. В результате чего элемент воображения, как результат недостатка информации о прошлом (как, например, искажения и мутации, которые характерны для культов вокруг Средневековья, вроде неоготики), практически нивелируются[3].
3. ретро всегда имеет отношение к артефактам популярной культуры. Это отличает ретро от других возрожденческих культурных форм, которые, как отмечал историк Рафаэль Самуэль, базировались на фундаменте элитарной культуры и инициировались высшими кругами общества. Ретро подпитывают не аукционные дома или антикварные лавки, а «барахолки», секонд-хенды и лавки старьёвщиков[3].
4. ретро не идеализирует и симпатизирует прошлому, но стремится быть у него в плену. Ретро, по сути своей, в большей степени про настоящее, чем про прошлое, которое оно возрождает или оживляет. Ретро использует прошлое как хранилище материалов, из которых путем переработки и перекомпоновки можно воссоздать некую культурную основу — бриколаж культурной безделицы[3].

Указывается на две версии происхождения термина «ретро»:
- от словосочетания «ракеты обратной тяги» (ретроракеты), то есть из лексикона покорителей космоса[4].
- приставка «ретро» была позаимствована из слов ретроградный, ретроспектива, ретрогресивный. В этом случае приставка носит уничижительный, негативный оттенок[4].

Автор признает, что филологическая версия происхождения слова кажется более правдоподобной.

## Зацикливание поп-культуры
Для анализа феномена зацикливания поп-культуры на себе и на своем прошлом, автор описывает несколько явлений:
- «музеификация» рок-музыки

В конце ⅩⅩ — начале ⅩⅩⅠ веков в Англии и США были предприняты попытки создания музеев рок-музыки (например, British Music Experience, Зал славы рок-н-ролла, Experience Music Project). По мнению автора, наличие собственной музейной индустрии является доказательством того, что рок-музыка самодостаточна и довольна стара. Однако, музеи и поп-культура абсолютно не совместимы, потому что музеи по своей природе ориентированы на визуальный контакт и звук как основополагающий элемент музыкальной культуры частично исключается из данного формата. Подобные музеи зачастую как основные экспонаты представляют «сопутствующий хлам»: постеры, сценические костюмы, обложки альбомов, то есть инвентарь. В таком случае упускается главное, основа — музыка.
- воссоединения

В 90-е ностальгия проявилась новым образом — чередой воссоединений и туров групп. В воссоединениях Рейнольдс видит взаимовыгодный элемент сотрудничества между аудиторией и артистом. Слушатели получают возможность почувствовать снова свою молодость, зная при этом точно, что они сейчас услышат. Артисты же освежают память о себе и получают дополнительный доход за счет своего имени.
- всплеск интереса к «рокументалистике»

Возросший интерес к документальным фильмам про рок-музыку Рейнольдс связывает с «Архивной лихорадкой» (по одноимённой книге Жака Деррида «Архивная лихорадка: впечатления фрейдиста»). Архивная лихорадка — это выведение документирования за пределы компетенции профессиональных историков и появление огромного числа любительских архивов в Интернете. Последствия «архивной лихорадки» — сохранение всех объектов культуры, даже самых незначительных, а вследствие этого происходит превращение архивов в «анархивы» — тонны бесполезной и неприспособленной к использованию информации. В качестве примеров «анархивов» Рейнольдс приводит серию телепередач на английском телевидении «I love [Decade]».

## Критика и восприятие
Ещё до выхода книги в России многие профильные сайты и издания о культуре откликнулись на «Ретроманию» (например, Colta.ru).
Представители издательства «Белое Яблоко», выпустившие перевод книги в России, отмечают в комментарии изданию Furfur, что «Ретромания» — это большой труд, не в смысле объёма, но в смысле охвата. Автор легко оперирует жанрами, десятилетиями, субкультурами, засыпает именами, проводит смелые аналогии, попутно раскрывая поп-культуру во всей своей полноте и широте.
Издательство советует прочитать книгу несколько раз: первый раз — чтобы ознакомиться с обсуждаемым вопросом (действительно ли поп-культура навечно погрязла в ретромании или же это просто такой период), а уже потом, вооружившись YouTube (о котором, кстати, в книге довольно много упоминаний) и iTunes, открывать для себя непознанное, странное и интересное.
Александр Горбачёв в предисловии к русскому изданию «Ретромании» отмечает, что используя собственный культурный и жизненный опыт, С. Рейнольдс пытается совладать с собственной ностальгией и ретроманией, ибо всякая мания — это в первую очередь факт личной биографии, да и упоминаемая критическая теория подразумевает, что автор не в последнюю очередь рассматривает, как устроена его собственная голова.